# Михайло Санґушкович
Михайло Санґушкович (*д/н — після 1511) — політичний діяч Великого князівства Литовського. записаний в супральському пом'яннику.

## Життєпис
Походив з українсько-литовського князівського Санґушків. Про його молоді роки замало відомостей. Хрестильне ім'я — Пилип. Після смерті батька Санґушко, князя Ратненського, Коширського і Ковельського, став фактичним засновником окремого Ковельського князівства. В політичній діяльності підтримував Казимира і Олександра Ягеллоновичів, володарів Польщі й Литви. Отримує від останнього підтвердження своїх прав на Ковель. Був одружений з Анною, можливо, з роду Тишкевичів. У 1478 році намагався захопити Свинюську господарську пущу, що викликало спротив Івана Ходкевича, луцького старости.
Брав участь в обороні Волинського намісництва. Зміцнив Ковельський замок. Викупив значну частину Миляновецької волості. Помер приблизно після 1511 року. Ймовірно, перед смертю прийняв схиму під ім'ям Сильвестр, що згадується у Холмському пом'янику.

## Родина
- Іван (пом. 1516)
- Василь (пом. 1558), державець свіслоцький